# Diocesi di Porto-Novo
La diocesi di Porto-Novo (in latino Dioecesis Portus Novi) è una sede della Chiesa cattolica in Benin suffraganea dell'arcidiocesi di Cotonou. Nel 2023 contava 795.130 battezzati su 2.015.130 abitanti. È retta dal vescovo Aristide Gonsallo.

## Territorio
La diocesi comprende i dipartimenti dell'Altopiano e di Ouémé, nella parte sud-orientale del Benin.
Sede vescovile è la città di Porto-Novo, dove si trova la cattedrale dell'Immacolata Concezione.
Il territorio si estende su 4.545 km² ed è suddiviso in 99 parrocchie.

## Storia
Il vicariato apostolico di Porto-Novo fu eretto il 5 aprile 1954 con la bolla Qui universum di papa Pio XII, ricavandone il territorio dal vicariato apostolico di Ouidah (oggi arcidiocesi di Cotonou).
Il 14 settembre 1955 il vicariato apostolico è stato elevato a diocesi con la bolla Dum tantis dello stesso papa Pio XII.
Il 5 aprile 1963 ha ceduto una porzione del suo territorio a vantaggio dell'erezione della diocesi di Abomey.

## Cronotassi dei vescovi
Si omettono i periodi di sede vacante non superiori ai 2 anni o non storicamente accertati.
- Noël Boucheix, S.M.A. † (6 luglio 1958 - 1º gennaio 1969 dimesso[1])
- Vincent Mensah † (21 settembre 1970 - 29 gennaio 2000 ritirato)
- Marcel Honorat Léon Agboton † (29 gennaio 2000 - 5 marzo 2005 nominato arcivescovo di Cotonou)
- René-Marie Ehuzu, C.I.M. † (3 gennaio 2007 - 17 ottobre 2012 deceduto)
  - Sede vacante (2012-2015)
- Aristide Gonsallo, dal 24 ottobre 2015

## Statistiche
La diocesi nel 2023 su una popolazione di 2.015.130 persone contava 795.130 battezzati, corrispondenti al 39,5% del totale.
| anno | popolazione | popolazione | popolazione | presbiteri | presbiteri | presbiteri | presbiteri                | diaconi | religiosi | religiosi | parrocchie |
| anno | battezzati  | totale      | %           | numero     | secolari   | regolari   | battezzati per presbitero | diaconi | uomini    | donne     | parrocchie |
| ---- | ----------- | ----------- | ----------- | ---------- | ---------- | ---------- | ------------------------- | ------- | --------- | --------- | ---------- |
| 1970 | 109.640     | 535.503     | 20,5        | 28         | 13         | 15         | 3.915                     |         | 15        | 52        | 15         |
| 1980 | 144.000     | 697.000     | 20,7        | 21         | 14         | 7          | 6.857                     |         | 7         | 33        | 19         |
| 1990 | 242.634     | 855.000     | 28,4        | 29         | 23         | 6          | 8.366                     |         | 7         | 60        | 22         |
| 1998 | 326.623     | 1.080.000   | 30,2        | 50         | 47         | 3          | 6.532                     |         | 4         | 75        | 26         |
| 2001 | 345.325     | 1.150.538   | 30,0        | 46         | 42         | 4          | 7.507                     |         | 5         | 80        | 26         |
| 2002 | 348.067     | 1.153.433   | 30,2        | 54         | 50         | 4          | 6.445                     |         | 5         | 85        | 26         |
| 2003 | 361.740     | 1.168.103   | 31,0        | 61         | 57         | 4          | 5.930                     |         | 5         | 86        | 29         |
| 2004 | 370.010     | 1.178.185   | 31,4        | 58         | 55         | 3          | 6.379                     |         | 4         | 71        | 33         |
| 2010 | 702.000     | 1.260.000   | 55,7        | 112        | 106        | 6          | 6.267                     |         | 12        | 99        | 53         |
| 2013 | 773.000     | 1.389.000   | 55,7        | 130        | 121        | 9          | 5.946                     |         | 9         | 110       | 61         |
| 2016 | 680.000     | 1.722.776   | 39,5        | 167        | 155        | 12         | 4.071                     |         | 12        | 106       | 82         |
| 2019 | 733.630     | 1.858.630   | 39,5        | 188        | 177        | 11         | 3.902                     |         | 13        | 131       | 83         |
| 2021 | 763.200     | 1.933.298   | 39,5        | 203        | 191        | 12         | 3.759                     |         | 14        | 131       | 90         |
| 2023 | 795.130     | 2.015.130   | 39,5        | 219        | 198        | 21         | 3.630                     |         | 26        | 160       | 99         |